# Заборье (Осташковский район)
Забо́рье — деревня в Осташковском районе Тверской области. Административный центр Ботовского сельского поселения.

## География
Деревня расположена в непосредственной близости от озера Корегощ и Селигер. Расстояние до районного центра, города Осташков, 25 км.

## Население
| 2008 | 2010 |
| ---- | ---- |
| 45   | ↘34  |

По данным Всероссийской переписи, в 2010 году численность населения деревни составляла 34 человека (14 мужчин и 20 женщин).

## Улицы
В настоящее время в деревне нет ни одной улицы.